# Tipula (Acutipula) triplaca
Tipula (Acutipula) triplaca is een tweevleugelige uit de familie langpootmuggen (Tipulidae). De soort komt voor in het Oriëntaals gebied.